# Conrad Lautenbach

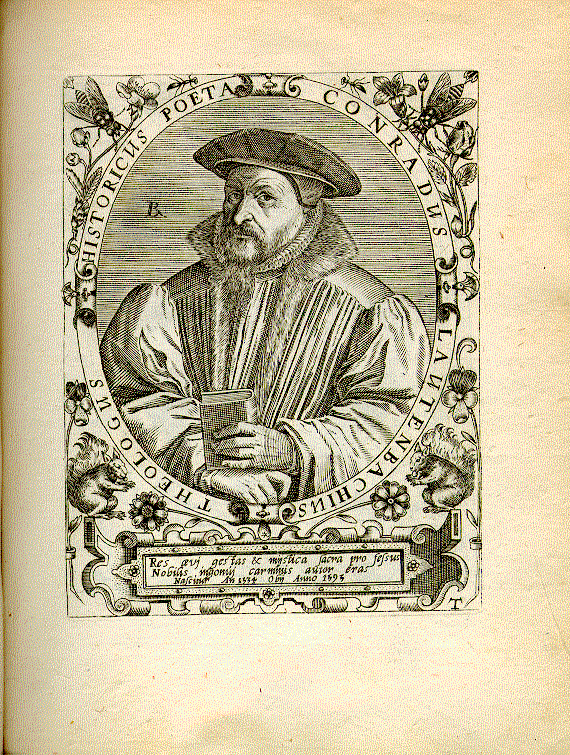

Conrad Lautenbach, auch Konrad oder Kunz Lautenbach (* 1534 in Motzlar; † 18. April 1595 in Frankfurt am Main), war ein deutscher Theologe, Pastor, Bibliothekar, Übersetzer und Schriftsteller.

## Leben
Nach dem Besuch der Schulen in Eisenach und Nordhausen zog er mehrere Jahre als fahrender Schüler durch Deutschland, unter anderem nach Erfurt, Frankfurt am Main, Mainz und Heidelberg. Im März 1553 kam er nach Straßburg, durchlief in drei Jahren alle Klassen des Gymnasiums und nahm 1556 an der Akademie das Studium der Theologie und Philosophie auf. Zu seinen Lehrern gehörten Johannes Sturm, Hieronymus Zanchi, Ludwig Rabus und vor allem Johannes Marbach.
Auf Marbachs Empfehlung wurde er 1557 Pfarrer in Mundolsheim, 1558 in Straßburg, zuletzt am Straßburger Münster. 1562 berief in Graf Philipp IV. von Hanau-Lichtenberg zum Pfarrer in Neuweiler.
1564 wechselte er auf Anraten Marbachs als Pfarrer nach Hunaweiler  im württembergischen Ober-Elsaß. Dort entstand eine Reihe literarischer Werke, unter anderem eine Übersetzung von Josephus Flavius.
1580 berief in Kurfürst Ludwig VI. als Bibliothekar nach Heidelberg. Nach dessen Tod kehrte er 1585 nach Straßburg zurück, weil er den unter Administrator Johann Kasimir erzwungenen Wechsel vom lutherischen zum reformierten Bekenntnis ablehnte.
Bereits zwei Monate später wurde er Prediger an der Frankfurter Katharinenkirche. 1591 begründete er die Meßrelationen, die er unter dem Pseudonym Jacobus Francus herausgab. Diese Flugschriften mit Nachrichten aus aller Welt erschienen zur Frankfurter Buchmesse und gelten als Vorläufer der modernen Zeitungen. Lautenbach unterzeichnete als erster Schriftstücke des Predigerministeriums als „Senior“, was ihm der Rat der Stadt Frankfurt aber am 2. Februar 1593 als „ungewöhnliche Neuerung“ untersagte.
Er verfasste eine Reihe von Übersetzungen aus dem Lateinischen und dichterische Werke, unter anderem als Thrasibulus Torrentinus Mutislariensis das von Jost Amman illustrierte Frauentrachtenbuch (1586).

## Werke
- Gynaeceum sive theatrum mulierum dtsch. Im Frauwenzimmer wirt vermeldt von allerley schönen Kleidungen und Trachten der Weiber […] Durchaus mit neuwen Figuren gezieret. Franckfurt am Main, Sigmund Feyrabends, 1586 (Frauentrachtenbuch) illustriert von Jost Amman.